# 702. pěší divize (Wehrmacht)
702. pěší divize (německy 702. Infanterie-Division) byla pěší divize německé armády (Wehrmacht) za druhé světové války.

## Historie
Divize byla založena 16. dubna 1941 v rámci 15. mobilizační vlny a umístěna do prostoru Trondheimu v Norsku. V květnu 1945 padla 702. pěší divize do norského zajetí.

## Velitelé
| Datum          | Hodnost        | Jméno         |
| -------------- | -------------- | ------------- |
| 17. duben 1941 | generálporučík | Herbert Lemke |
| 4. září 1941   | generálporučík | Kurt Schmidt  |
| 1. září 1943   | generálporučík | Karl Edelmann |
| 15. leden 1945 | generálporučík | Ernst Klepp   |

## Členění
| Členění 702. pěší divize |
| ------------------------ |
| Infanterie-Regiment 722  |
| Infanterie-Regiment 742  |
| Artillerie-Abteilung 662 |
| Pionier-Bataillon 702    |
| Divisionseinheiten 702   |